# Maine

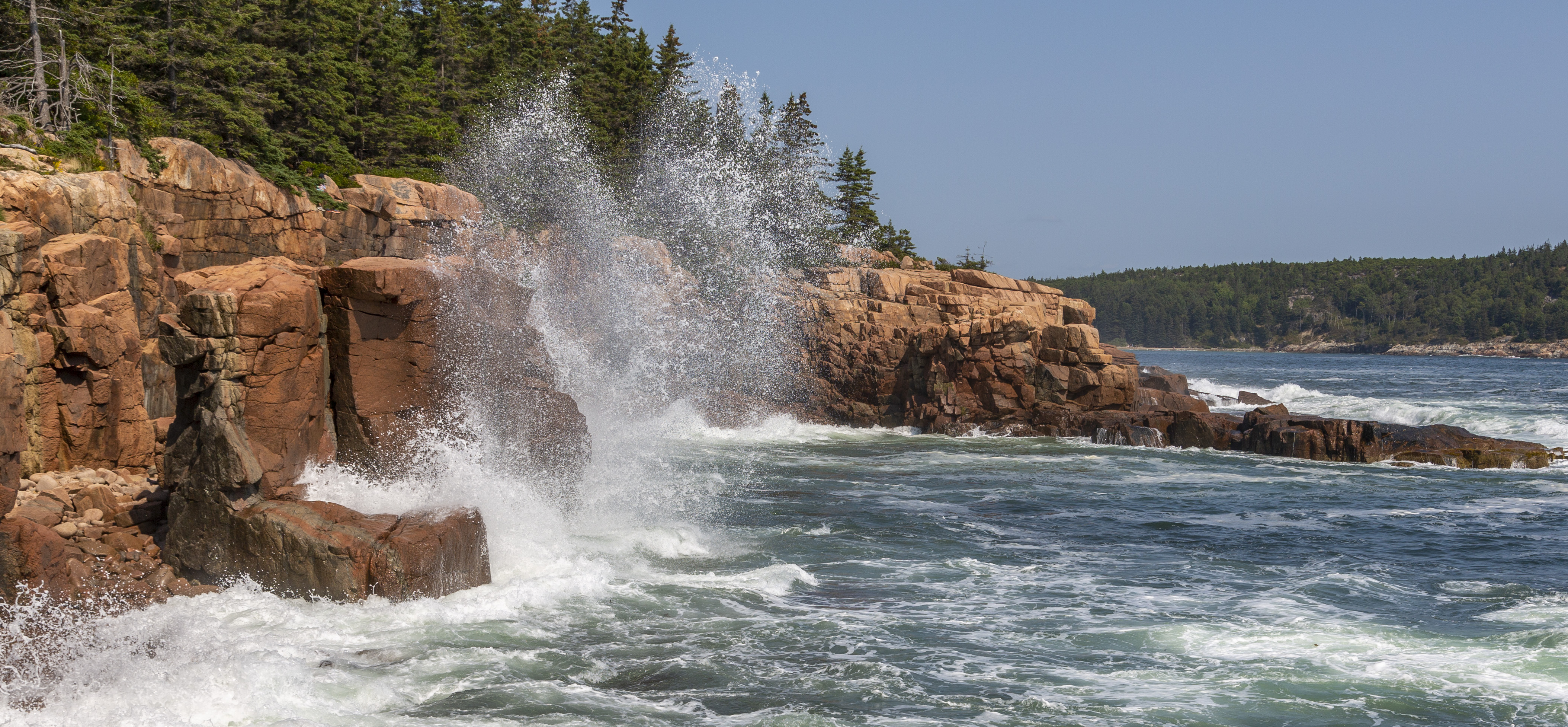
De kust van Maine in Acadia National Park

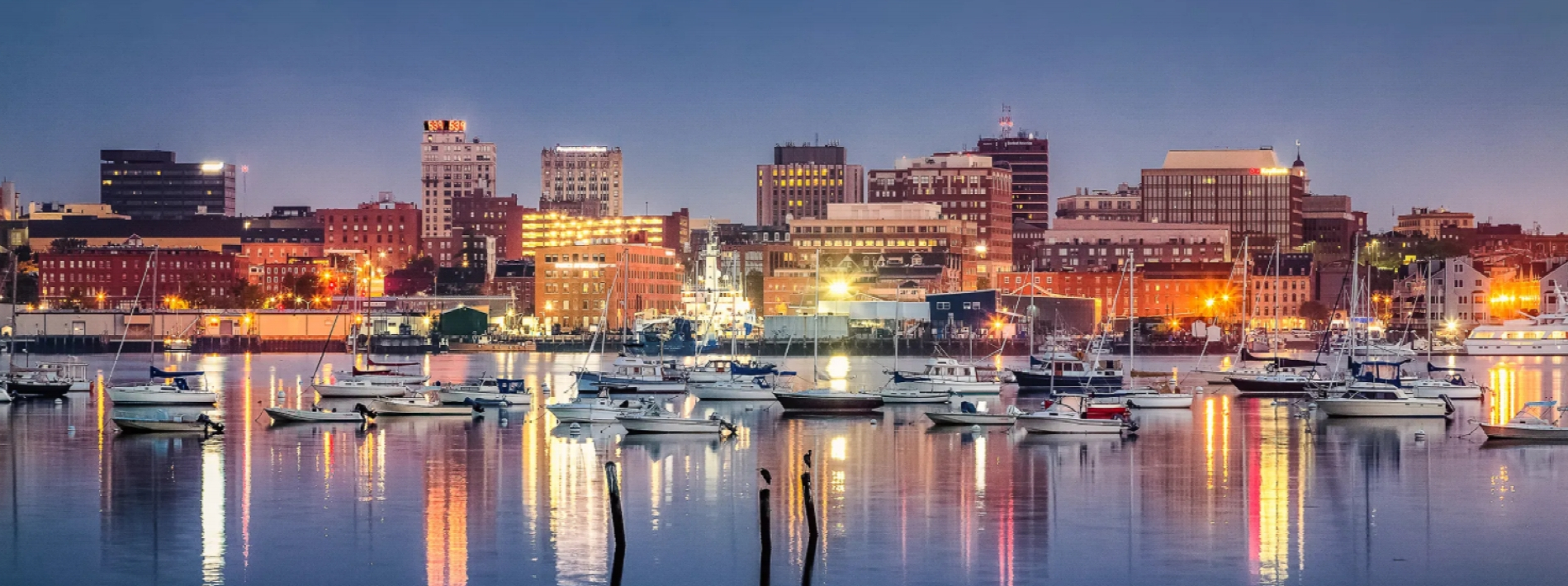
Portland, de grootste stad van Maine

Maine is een van de vijftig staten van de Verenigde Staten. De standaardafkorting voor de "Pine Tree State", zoals de bijnaam luidt, is ME. De hoofdstad is Augusta. Maine ligt aan de grens met Canada en behoort tot de regio New England.

## Toponymie
De naam Maine of Mayne gaat zeker terug tot het jaar 1622, toen hij vermeld werd in een charter van het Council of New England. Er is geen zekerheid van waar de naam precies komt. Eén hypothese is dat hij verwijst naar de vroegere Franse provincie Maine. Een andere stelt dat hij komt van "the main", een term die vissers gebruikten ter aanduiding van het vastelandsgedeelte gelegen achter de ontelbare eilanden voor de kust van de staat.

## Geschiedenis
De oorspronkelijke bewoners van Maine waren Algonkisch sprekende Wabanaki volkeren, waaronder de Abenaki.
Samuel de Champlain, een Franse ontdekkingsreiziger, stichtte in 1604 de eerste Europese kolonie in de staat. De Fransen noemden het gehele gebied Acadië. De eerste Engelse nederzetting in Maine was de Pophamkolonie, die in 1607 is gesticht door de Plymouth Company. In 1652 werd Maine geannexeerd door de Massachusetts Bay Colony.
Maine werd op 15 maart 1820 formeel toegelaten als 23ste staat van de Unie als resultaat van de Missouri Compromise. Tot 1832 was Portland de hoofdstad, daarna werd het wat centraler gelegen Augusta hoofdstad van de staat.
Rond 1840 speelde zich een conflict af over de grens tussen Maine en de toenmalige Britse kolonie Canada. Hoewel er geen gevechten plaats hebben gevonden, is het bekend geworden als de Aroostookoorlog. Uiteindelijk werd de grens van Maine met Canada vastgelegd in 1842 in de Webster-Ashburton Treaty.

## Geografie
De staat Maine beslaat 86.542 km², waarvan 80.005 km² land. De staat ligt in de Eastern tijdzone.
Maine ligt aan de Atlantische Oceaan en grenst in het noorden en oosten aan Canada en in het westen en zuiden aan de staat New Hampshire. Daarmee is het de enige staat van de 48 aaneengesloten staten die aan slechts één andere staat grenst. West Quoddy Head is het meest oostelijke punt van de (continentale) Verenigde Staten.
Afgezien van de kustgebieden is Maine vrij berg- en heuvelachtig. Het hoogste punt is de top van Mount Katahdin (1608 m).
Langs de kust liggen vele eilanden. De belangrijkste rivieren zijn de Kennebec en de Penobscot. Verder telt Maine talloze meren, waarvan Moosehead Lake het grootste is. Het grootste gedeelte van de staat is bebost.

## Demografie
In 2015 telde Maine 1.329.328 inwoners. Dit komt neer op 16.6 per km² landoppervlak, waarmee Maine de dunstbevolkte staat ten oosten van de Mississippi is. 5,3% van de bevolking is Franstalig, het hoogste percentage van de Verenigde Staten, hoewel er in Louisiana meer Franstaligen zijn is hun percentage kleiner omdat er in de staat meer mensen wonen dan in Maine.
De top 5 van grootste steden naar inwoneraantal zijn:
| Plaats | Stad           | Inwoneraantal (2006) |
| ------ | -------------- | -------------------- |
| 1      | Portland       | 63.011               |
| 2      | Lewiston       | 35.734               |
| 3      | Bangor         | 31.008               |
| 4      | South Portland | 23.784               |
| 5      | Auburn         | 23.156               |

### Religie
| Religies in Maine | Religies in Maine | Religies in Maine               | Religies in Maine               | Perc. |
| ----------------- | ----------------- | ------------------------------- | ------------------------------- | ----- |
| Niet religieus    | Niet religieus    | Niet religieus                  | Niet religieus                  | 17%   |
| Religieus 83%     | Christenen 82%    | Protestanten 45%                | Baptisten                       | 16%   |
| Religieus 83%     | Christenen 82%    | Protestanten 45%                | Methodisten                     | 9%    |
| Religieus 83%     | Christenen 82%    | Protestanten 45%                | Anglicanen                      | 8%    |
| Religieus 83%     | Christenen 82%    | Protestanten 45%                | United Church of Christ         | 8%    |
| Religieus 83%     | Christenen 82%    | Protestanten 45%                | Pinksterbeweging                | 6%    |
| Religieus 83%     | Christenen 82%    | Protestanten 45%                | Lutheranen                      | 3%    |
| Religieus 83%     | Christenen 82%    | Protestanten 45%                | Overige protestantse bewegingen | 10%   |
| Religieus 83%     | Christenen 82%    | Rooms-katholiek                 | Rooms-katholiek                 | 37%   |
| Religieus 83%     | Christenen 82%    | Overige christelijke bewegingen | Overige christelijke bewegingen | 1%    |
| Religieus 83%     | Overige religies  | Overige religies                | Overige religies                | 1%    |

## Economie
Het bruto product van Maine bedroeg in 2001 37 miljard dollar.

## Bestuurlijke indeling
Maine is onderverdeeld in 16 county's.

## Politiek
Aan het hoofd van de uitvoerende macht van de staat staat een gouverneur, die direct gekozen wordt door de kiesgerechtigden in de staat. De gouverneursverkiezing van 2018 werd gewonnen door Janet Mills van de Democratische Partij. Zij trad in januari 2019 aan als gouverneur van Maine.
De wetgevende macht bestaat uit de Senaat van Maine (Maine Senate) met 35 leden en het Huis van Afgevaardigden van Maine (Maine House of Representatives) met 151 leden plus drie leden die de inheemse volkeren vertegenwoordigen (meer bepaald de Penobscot, de Passamaquoddy en de Maliseet).

## Trivia
- De boeken van Stephen King en de verfilmingen daarvan spelen zich vaak af in Maine.
- Maine is de enige staat van de VS die aan één andere staat grenst, te weten New Hampshire. Ook is Maine de enige staat waarvan de naam slechts één lettergreep bevat.